# 菅沼晃
菅沼 晃（すがぬま あきら、1934年4月5日-2016年4月7日）は、日本の仏教学者。東洋大学名誉教授。

## 略歴
群馬県生まれ。東洋大学卒業後、1962年東洋大学大学院博士課程中退。1974年「入楞伽経の思想史的研究」で文学博士。東洋大学文学部印度哲学科教授、同短期大学学長を経て、1991年-1994年、東洋大学学長。2005年に定年退任し、名誉教授。

## 著書

### 単著
- 『ヒンドゥー教』（評論社、1976年）
- 『釈迦のことば』（雄山閣出版、1982年）
- 『栄西・白隠のことば』（雄山閣出版、1986年）
- 『ブッダとその弟子89の物語』（法蔵館、1990年）
- 『ブッダの悟り33の物語』（法藏館、1999年）
- 『維摩経をよむ』（日本放送協会出版・NHKライブラリー、1999年）
- 『釈迦の説話に耳を澄ませてみませんか 何ものにもこだわらず心穏やかに生きるために』（河出夢新書、2003年)
- 『モンゴル仏教紀行』（春秋社、2004年）
- 『ドラマ維摩経 全三幕』（佼成出版社、2004年）
- 『道元が叱る』（佼成出版社、2005年）
- 『誰でもわかる維摩経』（大法輪閣、2011年）
- 『仏典に耳を澄ませ、菩薩を学び、共に生きる』（国書刊行会、2016年）。遺著

### 語学
- 『サンスクリットの基礎と実践』（平河出版社、1980年、新版1986年）
- 『サンスクリット講読 インド思想篇』（平河出版社、1986年、増補改訂版1996年）
- 『新・サンスクリットの基礎』（平河出版社（上下）、1994-97年）
- 『新・サンスクリットの実践』（平河出版社、2012年）

### 共著・共編著・共監修
- 『砂漠と幻想の国 アフガニスタンの仏教』（金岡秀友、金岡都との共著、佼成出版社、1977年）
- 『道元辞典』（東京堂出版 1977年）
- 『仏教文学辞典』（武石彰夫との共編 東京堂出版、1980年）
- 『インド神話伝説辞典』（東京堂出版、1985年）
- 『仏教文化事典』（田丸徳善との共編 佼成出版社、1989年）
- 『講座仏教の受容と変容 1 インド編』（佼成出版社、1991年）
- 『ブッダを知る事典』（渡辺章悟との共監修、佼成出版社 2011年）

### 翻訳
- 『智慧の眼』（ダライ・ラマ14世、けいせい出版 1988年）
- 『ダライ・ラマ智慧の眼をひらく』（ダライ・ラマ14世、春秋社、2001年）

### 論文
- CiNii>菅沼晃
- INBUDS>菅沼晃

### 記念論集
- 『インド哲学仏教学への誘い - 菅沼晃博士古稀記念論文集刊行会』（大東出版社、2005年）